# Manhiça (distrito)
O distrito de Manhiça está situado na parte norte da província de Maputo, em Moçambique. A sua sede é a vila de Manhiça.
Tem limites geográficos, a norte e nordeste com o distrito de Bilene Macia da província de Gaza, a leste com o Oceano Índico, a sul com o distrito de Marracuene, a oeste com o distrito de Moamba e a oeste e nordeste com o distrito de Magude.
O distrito de Manhiça tem uma superfície de 2 380 km² e uma população recenseada em 2007 de 157 642 habitantes, tendo como resultado uma densidade populacional de 66,2 habitantes/km² e correspondendo a um aumento de 20,9% em relação aos 130 351 habitantes registados no censo de 1997. 

## Divisão administrativa
O distrito está dividido em seis postos administrativos: Calanga, Ilha Josina Machel, Maluana, Manhiça, 3 de Fevereiro e Xinavane, compostos pelas seguintes localidades:
- Posto Administrativo de Calanga:
  - Chécua
  - Chichongue
  - Lago Pate
- Posto Administrativo de Ilha Josina Machel:
  - Maguiguana
  - Nzonguene
- Posto Administrativo de Maluana:
  - Maluana
  - Munguine
- Posto Administrativo de Manhiça:
  - Manhiça-Sede
  - Maciana
- Posto Administrativo de 3 de Fevereiro:
  - Manchiana
  - Nwamatibjana
  - Taninga
  - 3 de Fevereiro
- Posto Administrativo de Xinavane:
  - Eduardo Mondlane
  - 25 de Setembro

De notar que em 1998 a vila da Manhiça, até então uma divisão administrativa a nível de posto administrativo, foi elevada à categoria de município.

## Clima
O clima é tropical húmido no litoral e tropical seco no interior. Predominam 2 estações: a quente e de elevada pluviosidade - de Outubro a Abril; e a fresca e seca - de Abril a Setembro.

## Economia
A principal actividade económica é a agricultura do tipo familiar. Os principais produtos são o amendoim, o feijão, a mandioca e o arroz; o sector privado dedica-se à produção de cana-de-açúcar.
O movimento migratório para trabalho nas minas de ouro na África do Sul é comum no distrito.

## População
A população é jovem (41% abaixo dos 15 anos de idade), maioritariamente feminina (59%) e de matriz rural (taxa de urbanização de 12%).  O distrito apresenta uma taxa de escolarização baixa, com 58% da população analfabeta.
Tanto no distrito de Búzi, como no de Manhiça, a população, em geral, não tem o hábito de consumir leite nem lacticínios.

## Saúde
As principais doenças são a malária, doenças de transmissão sexual, doenças diarreicas, tuberculose e HIV/SIDA.